# Vinko Puljić
Vinko Puljić, född 8 september 1945 i Banja Luka, är en bosnisk kardinal och ärkebiskop. Han var ärkebiskop av Vrhbosna (Sarajevo) från 1990 till 2022.

## Biografi
Vinko Puljić prästvigdes den 29 juni 1970.
År 1990 utnämndes Puljić till ärkebiskop av Vrhbosna och vigdes av påve Johannes Paulus II den 6 januari 1991. 
Den 26 november 1994 upphöjdes Puljić till kardinalpräst med Santa Chiara a Vigna Clara som titelkyrka.

## Bilder

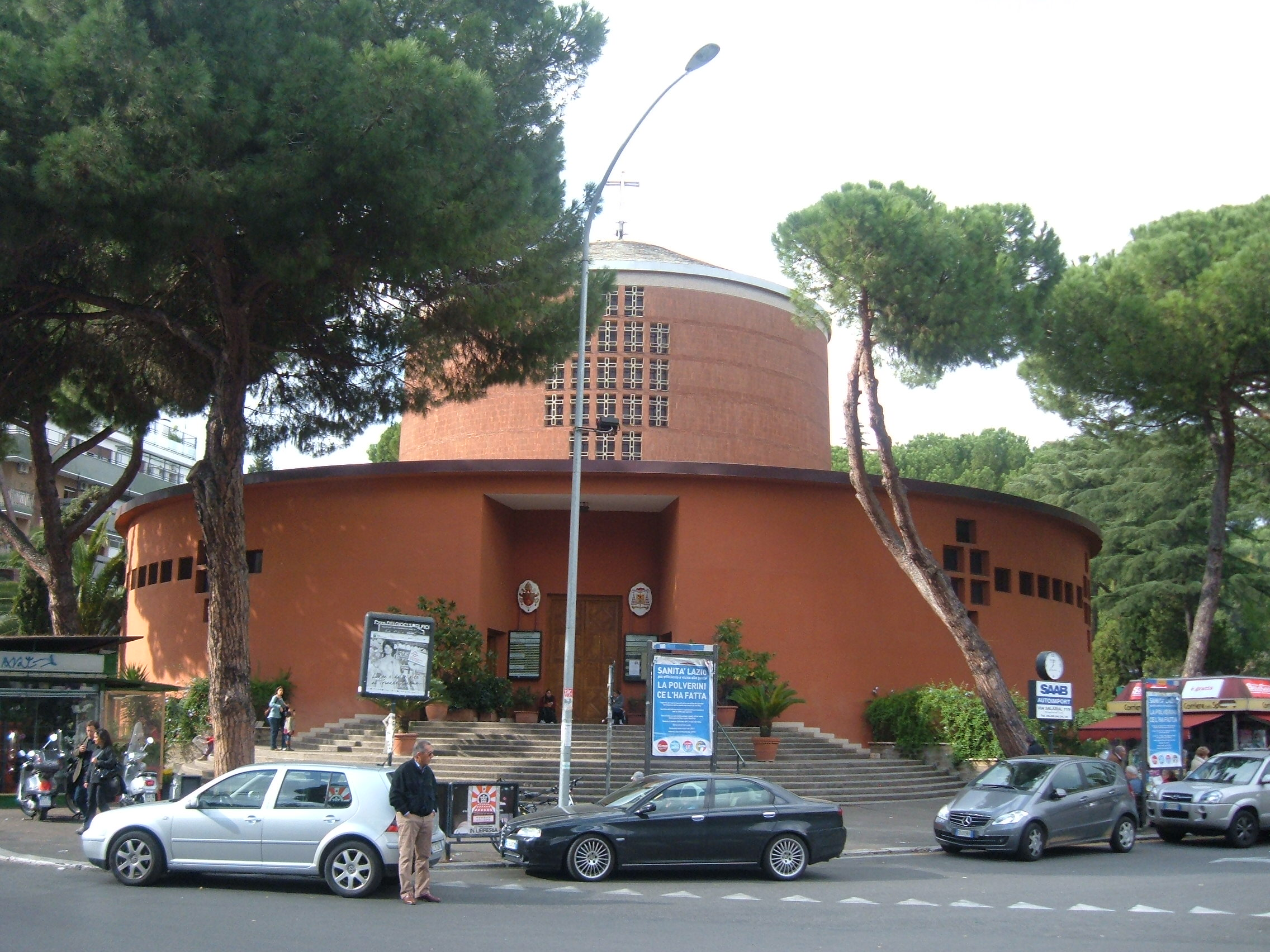
Santa Chiara a Vigna Clara – kardinal Puljićs titelkyrka.